# Anii 1700
Anii 1700 au fost un deceniu care a început la 1 ianuarie 1700 și s-a încheiat la 31 decembrie 1709.